# Екрехоз
Екрехоз (енгл. Écréhous) је група мањих острваца из групе Каналских острва. Административно су део крунски поседа Џерзи.
Главна острва су Метр Ил (Maîtr'Île), Мармотјер (La Marmotière) и Ла Бланш Ил (La Blanche Île), а такође у групу улазе Ле Д'ми (Les D'mies), Ла Гран Нет (La Grand' Naithe), Л'Ечјервјет (L'Êtchièrviéthe), Ле Фу (Lé Fou), Ла Фручи (La Froutchie).